# Сулейман Буубу
Сулейман Буубу (Суле Буубу) (*д/н — бл. 1775) — сатігі (імператор) держави Фута-Торо в 1772—1775 роках. відомий також як Сулейман (Суле) Джаай II.

## Життєпис
Онук сатігі Гелааджо Табари II. Відомий величезним зростом та силою. За оповідями, одного разу тростиною з одного удару зламав хребет віслюка, що заступив йому шлях.
Після смерті Сулеймана Джаая I захопив столицю, де за підтримки сановників оголосив себе правителем. Втім військо визнало сатігі Самбу Бойї Конко. Останній долучив війська емірату Бракна. В результаті країна виявилася розшматована та сплюндрована, до чого додалися посухи й неврожаї.
У 1769 році почав джихад Сулейман баал, якого було оголошено альмамі (імамом). Він оголосив, що бореться проти гріховних сатігі, які занапастили державу.
1772 року він зумів перемогти Самбу Бойї Конко та інших претендентів. Втім боротьба з Сулейманом Баала тривала. Спочатку війська Сулеймана Буубу зайняли оплот повсталих Дамнагу. Потім сатігі намагався завадити нападам Мухаммада ульд Мухтара, еміра Бракни, що продовжував грабувати землі Фута Торо. Проте Сулейман Бубу звів фортецю в Фонде, де уклав союз з еміром проти Сулеймана Баали.
В наступні роки вдалося завдати тяжкої поразки одному з військ альмамі в битві біля Гумалі. У 1774 році повсталий Бубакар Фатімата, родич Самби Бойї Конко, переміг стрийка сатігі — Самбу Біраму — біля Ваалі. За це позбавлений посад. У відповідь Самба Бірама перейшов на бік Сулеймана Баали. Втім 1775 року в битві біля Падалала сатігі завдав військам останнього поразки. Втім невдовзі біля Беденке потрапив у засідку, де зазнав поразки й загинув. За трон стали боротися його син Бубакара Сулейман і Бубакар Фатімата.